# Иблеи
Иблеи или Иблейские (Гиблейские) горы (итал. Monti Iblei, сиц. Munti Ibblei) — горный хребет на юго-востоке Сицилии. Расположены к северу от Рагузы и западнее Сиракузы на территории провинций Катания, Рагуза и Сиракуза.
Своё название хребет получил от греческой колонии Мегара-Гиблея. На склонах гор сохранились театры, храмы и античные каменоломни с барельефами. Одна из наиболее известных достопримечательностей — Некрополь Панталика, вместе с Сиракузами внесённый в список Всемирного наследия ЮНЕСКО. В Иблеях расположен и другой объект Всемирного наследия — Валь-ди-Ното, включающий строения в стиле сицилийского барокко.
В геологическом отношении это базальтовый щитовидный вулканический массив плиоценового и плейстоценового возрастов. Диаметр его 20 км, площадь 250 км².
Высота над уровнем моря — до 986 м (Монте-Лауро), другие вершины — Монте-Казале (910 м) и Монте-Арчибесси (906 м). Сложены Иблейские горы в основном известняком, ближе к побережью — песчаником. В Гиблейских горах берут начало реки Ирминио (55 км), Дирилло (54 км), Телларо (45 км), Анапо (40 км) и др.
Склоны гор плавные, покрыты лесом или сельскохозяйственными угодьями (маслины, миндаль, персики, цитрусовые, кукуруза). В горах произрастают эндемики острова — зельква сицилийская (Zelkova sicula) и крапива сицилийская (Urtica rupestris), также распространены сыть папирусная, гелихризум гиблейский (Helichrysum hyblaeum), трахелиум ланцетовидный (Trachelium lanceolatum), лимониум сиракузский (Limonium syracusanum), календула полукустарниковая (Calendula suffruticosa) и другие виды.

## Иллюстрации

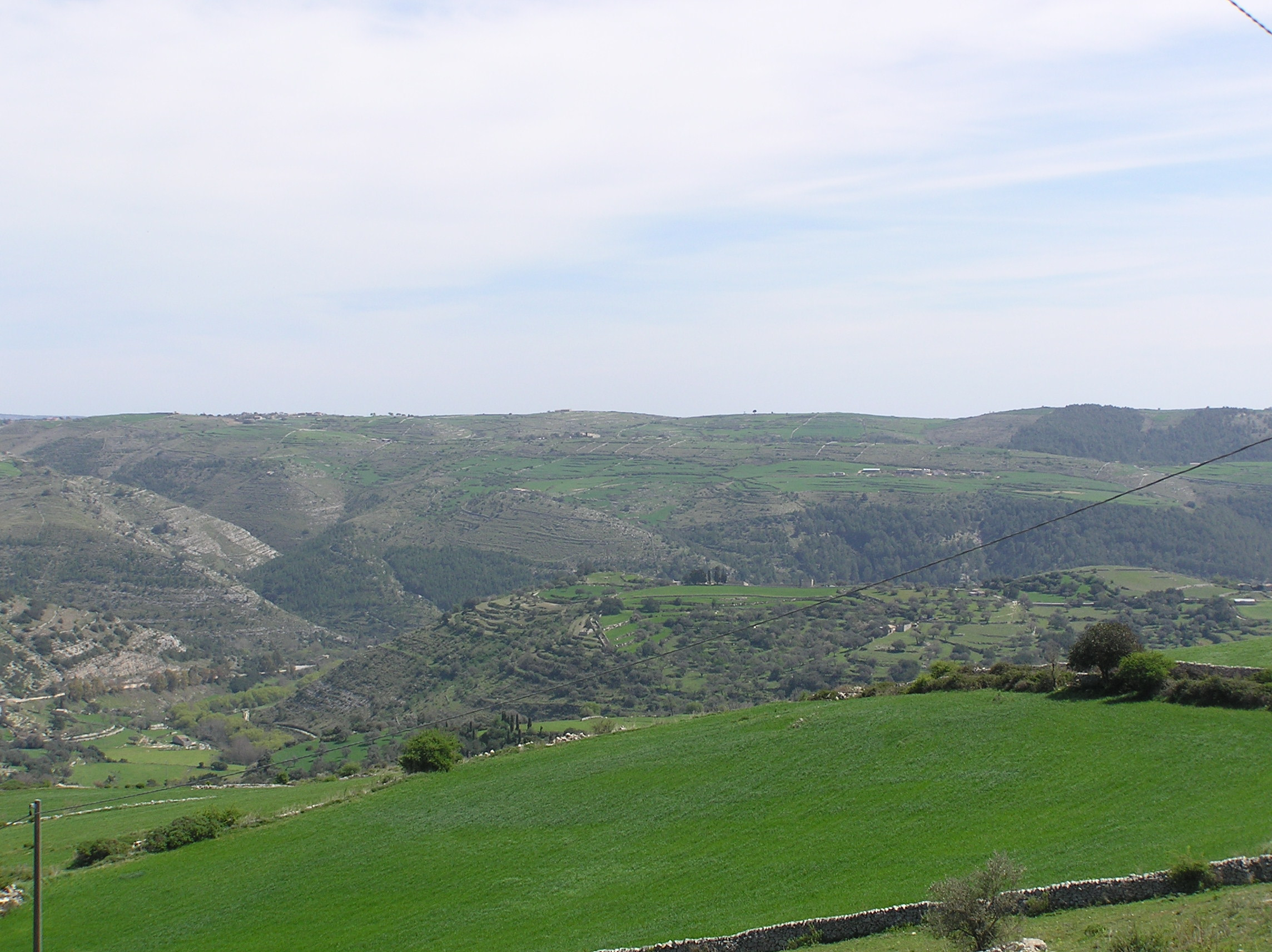
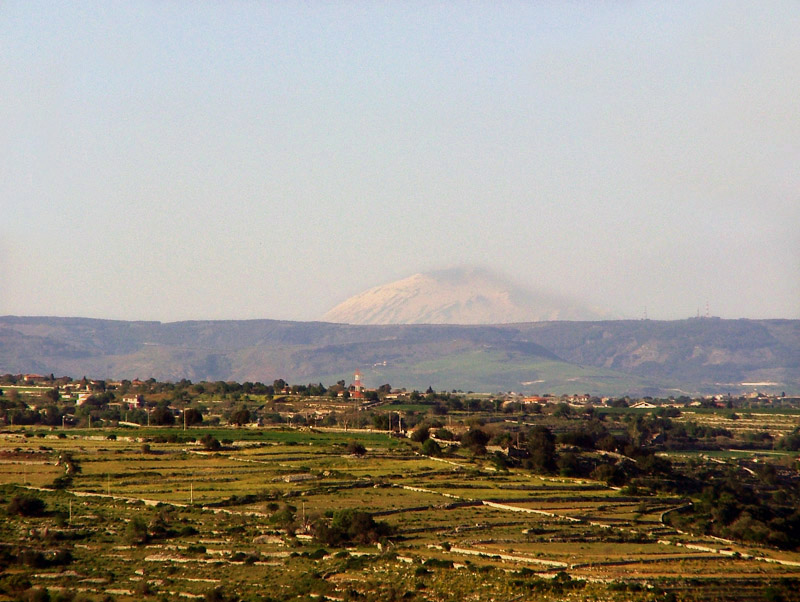
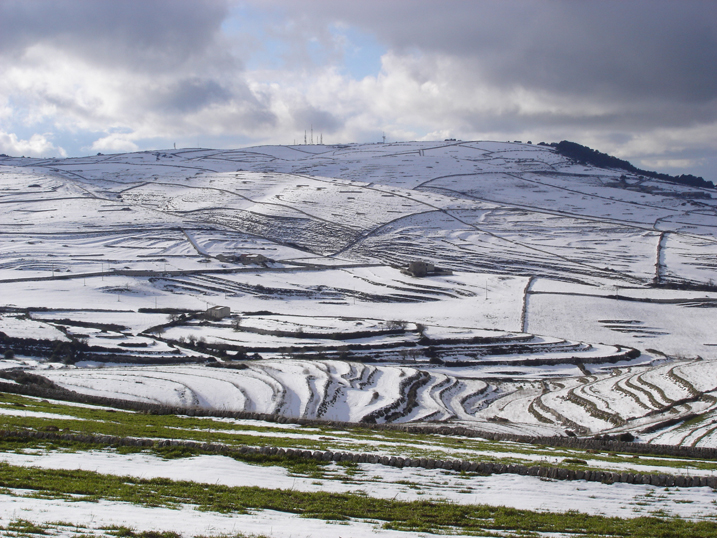
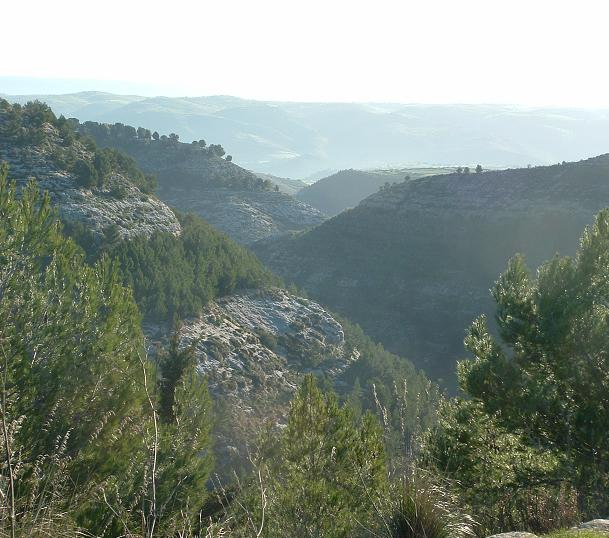